# Sedōka
Sedōka (jap. 旋頭歌; ’pieśń z powtórzoną głową’, ’pieśń z przydaną głową’) – jeden z gatunków japońskiej poezji waka .
Wiersz sedōka składa się z sześciu wersów (dwóch tercetów) o liczbie sylab: 5–7–7 5–7–7, tym samym zbudowany jest z dwóch form katauta . Nazwa gatunku wywodzi się z faktu, że drugi tercet jest formalnie identyczny z pierwszym i stanowi jego powtórzenie . Forma sedōka obecna jest tylko w najstarszych zabytkach piśmiennictwa japońskiego, jak np. kroniki Kojiki i Nihon-shoki oraz antologia Man’yōshū (62 utwory) . Najstarsze zachowane sedōka to dialogi dwóch osób należące do ustnej poezji melicznej, zaś późniejsze należą do literatury pisanej .